# Batthyány Nepomuk János
Németújvári gróf Batthyány Nepomuk János (?, 1747. november 16. – Pozsony, 1831. június 11.) Torontál vármegye főispánja, Esterházy Johanna hárfás apja.

## Családja
Apja gróf Batthyány Ádám (1697-1782) tárnokmester, híres jogász és gazdálkodó, anyja az éleskői ágból származó gróf Eszterházy Anna volt. Egyik testvére, Regina gróf Aspermont Goberthez, az utolsó Rákóczi-leszármazotthoz ment feleségül. 
1786. május 16-án kötött házasságot gróf Herberstein Mária Antóniával (1766-1838). Három lányuk született. Gróf Zichy Károlyné, Antónia (1789-1825) a kivégzett miniszterelnök feleségének, Batthyány Lajosné Zichy Antóniának volt az anyja. Gróf Esterházy Ferencné, Jozefa (1792-1831) és gróf Esterházy Lajosné, Johanna (1794-1880) testvérekhez mentek hozzá és nem született gyermekük. Utóbbi híres hárfás és mecénás volt.

## Élete
Hosszabb ideig kamarai tanácsos, majd Torontál vármegye főispánja volt. E tisztséget két ízben, 1783 és 1785, valamint 1790 és 1792 között látta el. I. Ferenc császár idejében visszavonultan élt. Kedvenc tartózkodási helye az éleskői vagy morvaszentjánosi uradalom volt, amelyet apja szerzett a 18. század közepén.
Felvilágosult szellemű, erős egyéniség volt, II. József császár eszméinek híve. A belső titkos tanácsosi (excellenciás) címet visszautasította. Jelentékeny vagyonát nagymértékben gyarapította, többek között a Vágvölgyben szerzett újabb birtokkal. Zálogkölcsönnel is foglalkozott és sokszor hitelezett rokonainak, ismerőseinek is. Még az 1811. évi pénzdevalváció után is kölcsönzött.
Palkonyán a 19. század elején egyedülálló, klasszicista stílusú körtemplomot építtetett, különálló harangtoronnyal.
Pozsonyban a Schöndorf utcában állt a háza, amit telente használt. Kerülte a fényűzést és takarékoskodott, ezért sokan fösvénynek tartották. Vagyonát özvegy veje, gróf Zichy Károly (1785-1876) császári és királyi kamarás örökölte, aki szintén nagymértékben gyarapította azt.
1791-ben készült portréját 1995-1996 folyamán restaurálták.